# جبل سانت فيكتوار (سيزان)
جبل سانت فيكتوار هي سلسلة من اللوحات الزيتية التي رسمها الفنان الفرنسي بول سيزان.

## الوصف
جبل سانت-فيكتوار هو جبل يقع جنوبي فرنسا، ويطل على آكس أون بروفانس. أصبح الجبل موضوع عدة لوحات رسمها سيزان.
في هذه اللوحات، رسم سيزان أيضاً جسر السكة الحديد على خط آكس-مارسيليا الممتد فوق وادي نهر آرك في منتصف الجزء الأيمن من الصور. خاصة في لوحة جبل سانت فيكتوار وجسر وادي نهر آرك (1885-1887)، حيث صوّر قطاراً يعبر الجسر.
بعد نصف سنة بعد افتتاح خط آكس-مارسيليا في 15 تشرين الأول (أكتوبر) 1877، مدح سيزان الجبل في رسالة وجهها إلى إميل زولا في 14 نيسان (إبريل) 1878، الذي شاهده من القطر أثناء عبوره خلال جسر وادي نهر آرك، إذ وصفه بالموضوع الجميل، وبعد مرور السنة نفسها، بدأ برسم سلسلة من اللوحات كان الجبل موضوعها الرئيسي.
تنتمي هذه اللوحات لمدرسة ما بعد الانطباعية. كان سيزان بارعاً في الوصف: إذ استخدم الهندسة لوصف الطبيعية واستخدم ألواناً مختلفة لتمثيل عمق الأشياء.

## الصور

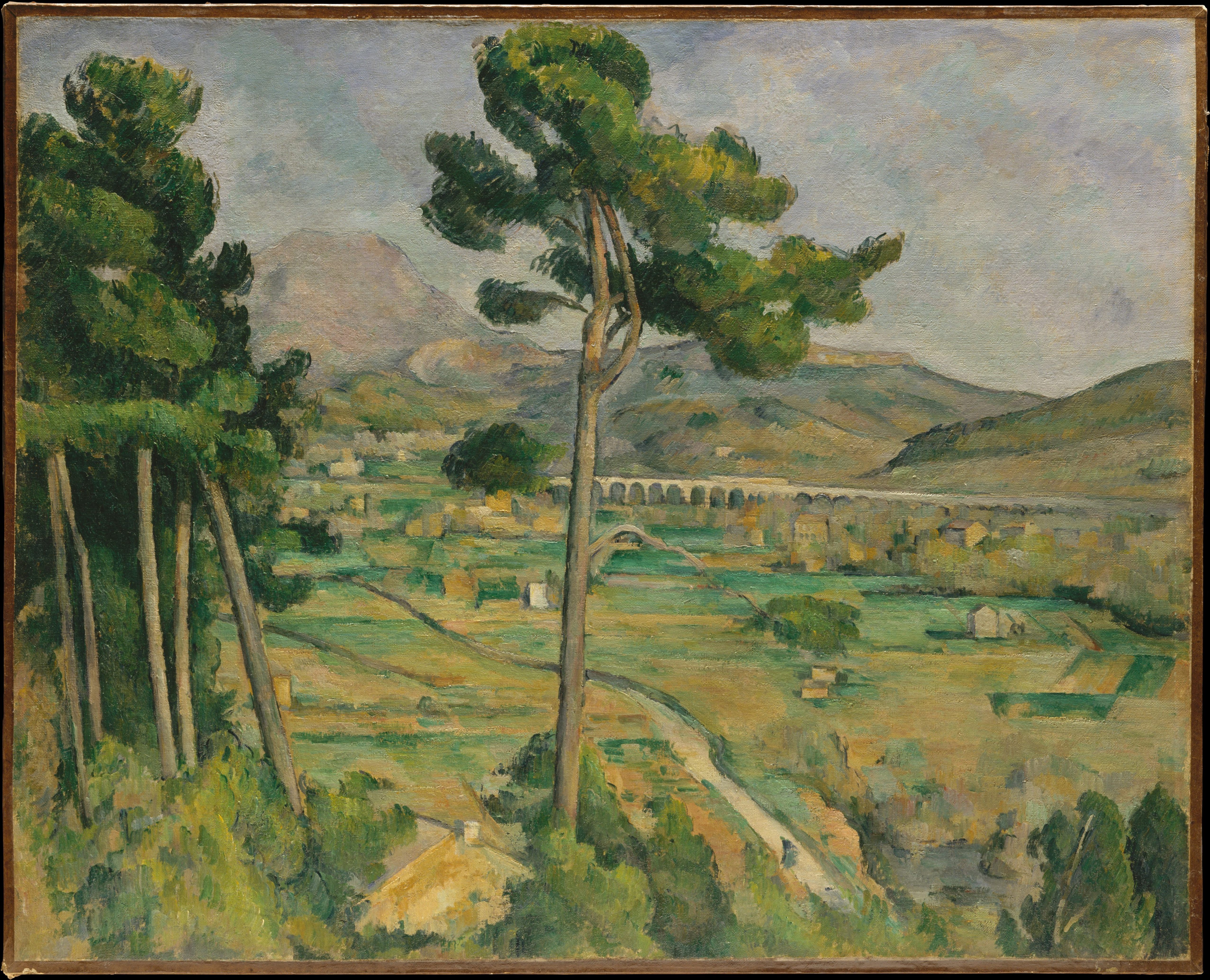
جبل سانت-فيكتوار جسر وادي نهر آرك (1885–1887)، متحف المتروبوليتان للفنون
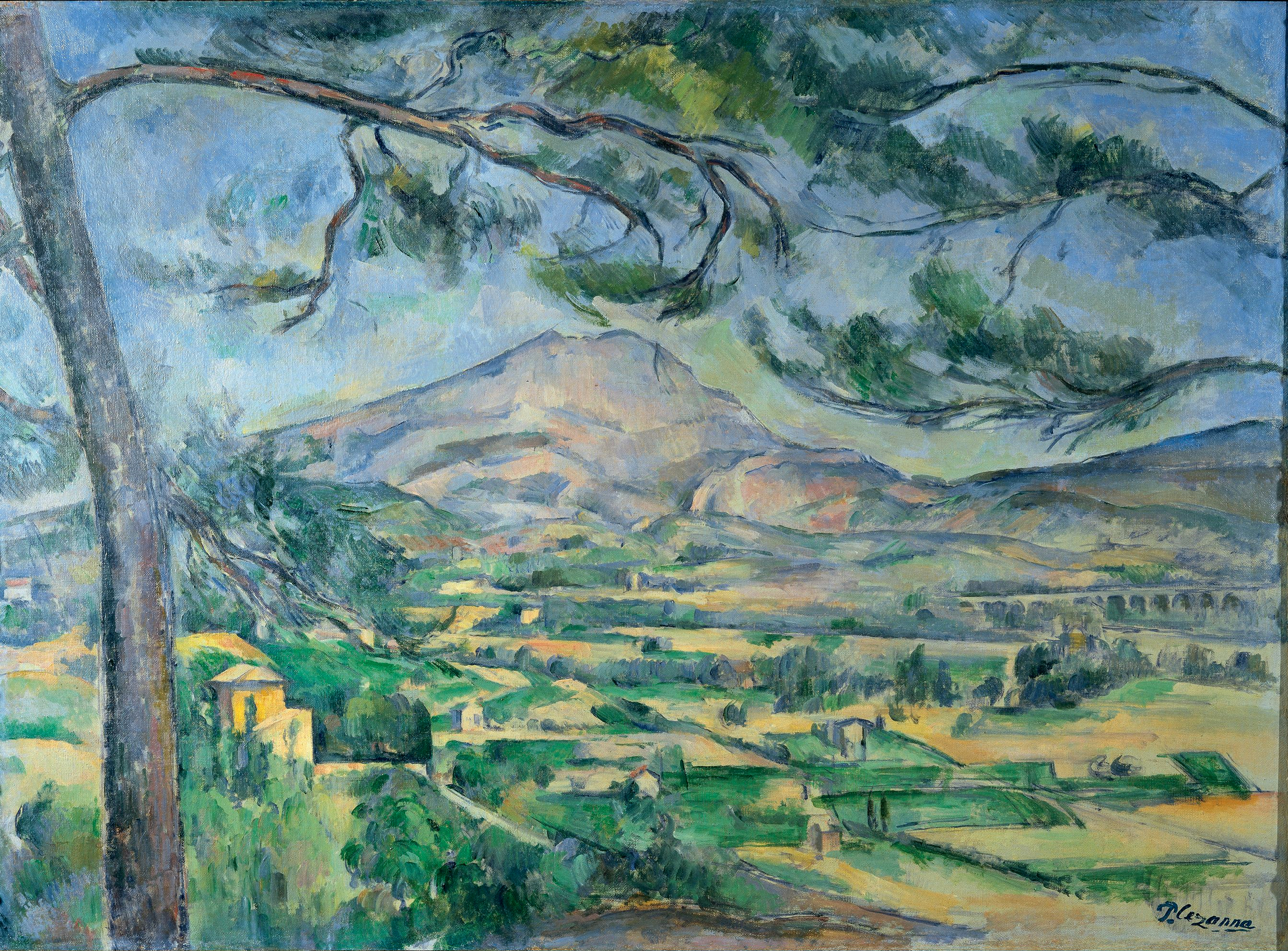
جبل سانت-فيكتوار مع شجرة صنوبر كبيرة (1887)، معهد كورتولد للفنون
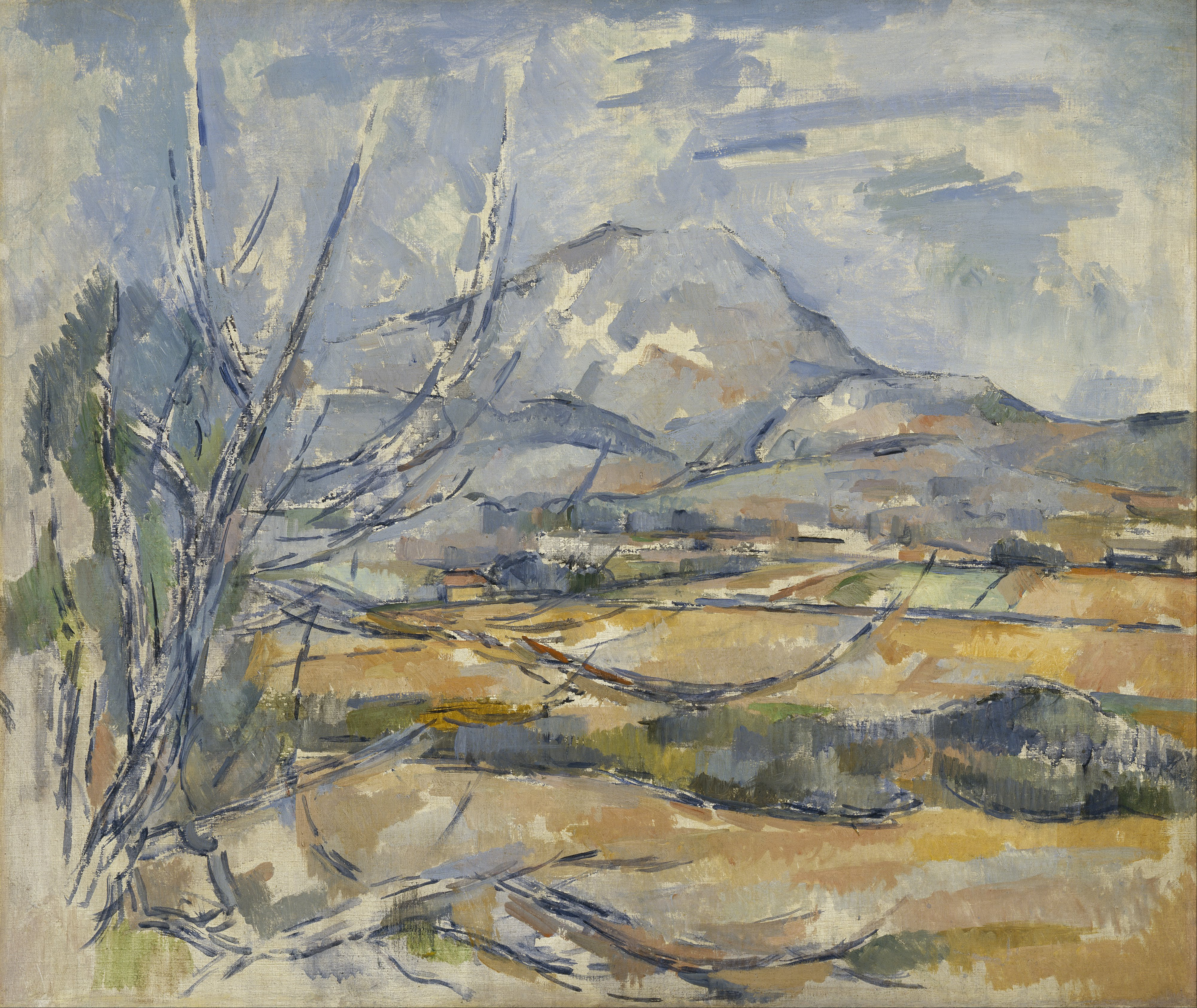
جبل سانت فيكتوار، 1890، المعرض الوطني الإسكتلندي
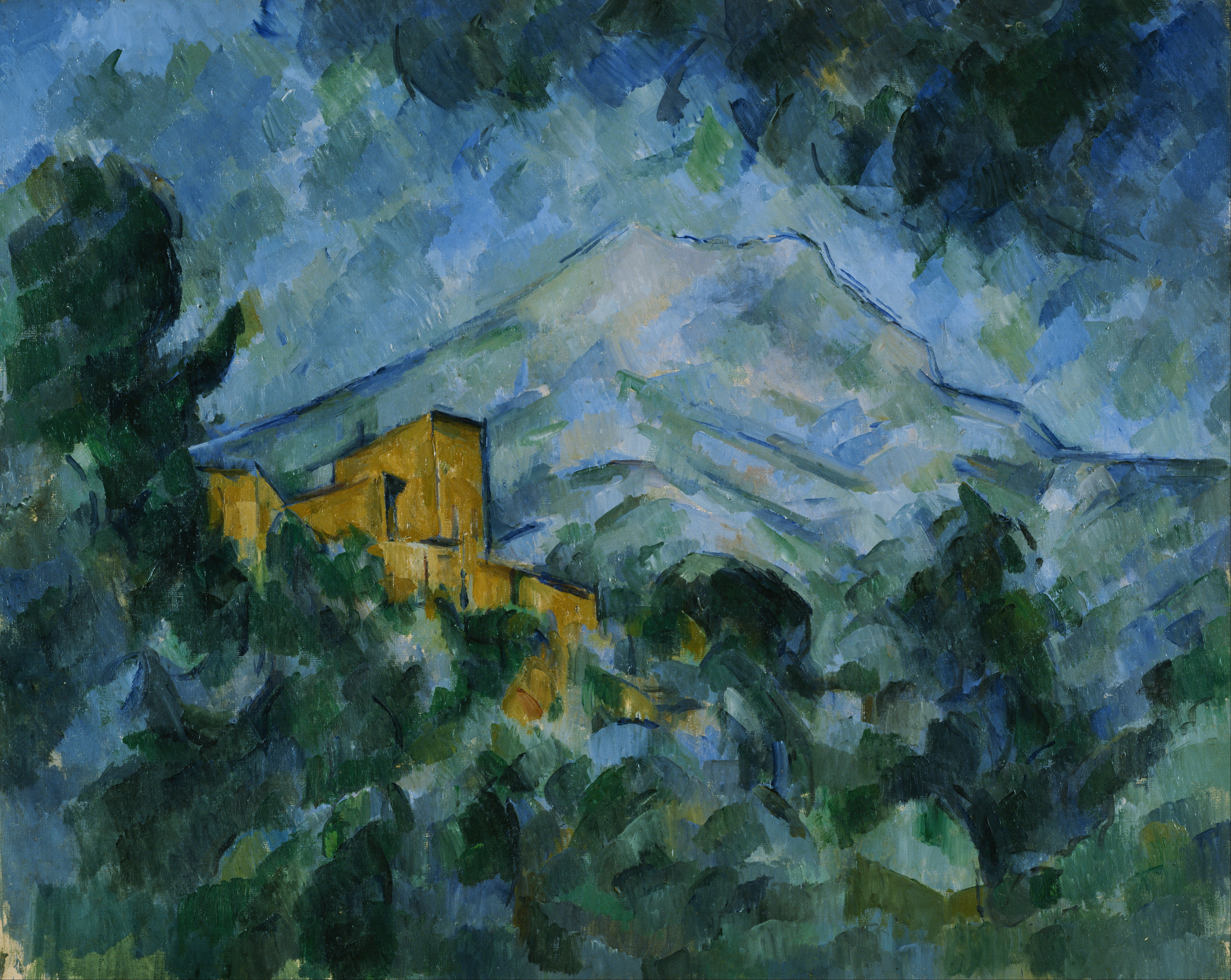
جبل سانت-فيكتوار والقلعة السوداء, 1904–06, متحف بريدجستون للفنون

## وصلات خارجية
- WebMuseum: Cézanne, Paul: The Mont Sainte-Victoire and Bibemus saga
- Mont Sainte-Victoire (1902) نسخة محفوظة 24 أبريل 2009 على موقع واي باك مشين.
- Mont Sainte-Victoire (1902-1904)( نسخة محفوظة 29 أغسطس 2009 على موقع واي باك مشين. 2009-11-01)